# Triphosa epiocosma
Triphosa epiocosma là một loài bướm đêm trong họ Geometridae.